# L'ultimo incantesimo
L'ultimo incantesimo è un romanzo fantasy del 1979 della scrittrice britannica Mary Stewart. È il terzo ed ultimo libro della trilogia che narra delle gesta di Mago Merlino (narrati in prima persona da Merlino stesso). Il libro è preceduto da La grotta di cristallo e Le grotte nelle montagne ed è concluso dai due volumi del ciclo Arturiano Il giorno fatale ed Il principe e il pellegrino.

## Trama
La storia si sviluppa lungo il regno di Artù come Sommo Re della Britannia Maggiore. Il quattordicenne Artù sale sul trono britannico e Merlino gli resta al fianco come consigliere capo. La fama di Merlino come profeta di Re e come mago è al suo apice. Merlino percorre il regno in incognito per missioni del re. Per un certo periodo si convince anche di aver perso i propri poteri, ma questi sembrano tornargli nel momento del bisogno. Artù continua la sua opera militare per confinare i sassoni all'interno del Vallo di Ambrogio e per sedare le lotte intestine per il potere. Artù e Merlino cominciano la costruzione di Camelot, mentre Artù si sposa. Tuttavia la Regina Ginevra muore perdendo il bambino che portava in grembo. Muore anche la Regina Madre. Merlino costruisce una sua piccola dimora, Applegarth, vicino a Camelot. A Merlino viene somministrato un veleno che lo porta sulle soglie dell'Ade. Per mesi nessuno ne sa più nulla e lui stesso non si rende conto di cosa gli stia capitando. Verrà ritrovato quasi per caso, dopo una cruenta battaglia, mentre si dà da fare per curare i feriti. Riconosciuto, viene lui stesso curato e lentamente Merlino ritorna quello di sempre, ma con una misteriosa malattia che ogni tanto si impossessa di lui, simile al mal caduco, ma che tende a durare sempre di più. I sassoni sono confinati sulla costa meridionale del paese ed il consiglio propone ad Artú di sposare una bellissima principessa gallese che porta lo stesso nome della moglie già mancata, Ginevra. Il nuovo matrimonio sembra essere felice, ma non è benedetto dalla nascita di un erede. La Regina Ginevra viene rapita e Merlino la ritrova affidandosi ai suoi poteri. Lasciati Artù e Ginevra a riprendersi dopo il rapimento, mentre torna ad Applegarth, Merlino incontra un ragazzetto che gli pare quello che avrebbe voluto prendere come apprendista, ma il destino beffardo fa morire in un fiume. Merlino invita il ragazzetto ad andare da lui, per essere edotto sulla pratica della magia. Il giorno dopo Merlino si convince di aver avuto un'allucinazione e prosegue con la sua vita. Ma un giorno, alla porta di Applegarth, Merlino ritrova il ragazzetto. Questo è molto reticente sul suo passato e si installa in una zona appartata della casa. Merlino comincia ad insegnare quello che sa a Ninian, che si dimostra molto dotato e pronto ad apprendere. Una volta che Artù farà visita a Merlino nella sua dimora, il Re incontrerà finalmente l'apprendista di Merlino e aprirà gli occhi del maestro sulla vera natura dell'apprendista, che Merlino non ha voluto cogliere. Mentre Artù pacifica finalmente il regno e combatte i pirati del nord, Merlino si innamora di Nimue e lei di lui. Merlino trasmette il suo sapere e la sua magia a Nimue e cominciano un viaggio che porterà i due amanti a ripercorrere i passi della vita condotta da Merlino. Ogni tanto il mago viene colto dalla sua strana malattia e curato da Nimue. Finché la malattia lo coglie e sembra non lasciarlo più. Creduto morto, viene lasciato nella sua grotta gallese e sigillato, dopo cerimonie funebri fastose. Merlino si riprende, ma sigillato nella grotta non riesce ad uscire. Per diverso tempo resta nelle grotta cibandosi di quanto gli era rimasto delle provviste. Una notte un saccheggiatore di tombe penetra nella grotta e spaventato dal trovare vivo il mago, fugge. Merlino comincia a costruire una impalcatura per uscire dallo scavo del tombarolo. Venuto a conoscenza delle voci che circolano, il servo del mago sale alla grotta e salva Merlino. Merlino si ricongiunge ad Artù ed a Nimue, ma non in forma pubblica, godendosi il tramonto della propria vita.